# Мухълови гъби
Мухъловите гъби (Zygomycota) са отдел нисши гъби с добре развит, но неклетъчен (несептиран) мицел. Представителите са основно наземни, но се срещат и някои водни. Всички са хетеротрофи: сапрофити, паразити и микоризообразуватели. Към отдел Zygomycota спадат дрождите и мухълите. В клетъчната си стена съдържат хитин и глюкани, а при дрождите – и манани.
Размножават се безполово с екзогенни конидиоспори, а половият процес е зигогамия.

## Класификация
- Подотдел Mucoromycotina
  - Разред Endogonales
  - Разред Mucorales
  - Разред Mortierellales
- Подотдел Kickxellomycotina
  - Разред Asellariales
  - Разред Kickxellales
  - Разред Dimargaritales
  - Разред Harpellales
- Подотдел Entomophthoromycotina
  - Разред Entomophthorales
- Подотдел Zoopagomycotina
  - Разред Zoopagales